# Berezin UB
Berezin UB (УБ - Универсальный Березина, Univerzalni Berezina) je bil sovjetska 12,7 mm letalska strojnica, ki se je veliko uporabljala v 2. svetovni vojni.
Mihail Jevgenjevič Berezin je leta 1937 zasnoval strojnico BS (Березин Синхронный - Berezin Sinhronij - za streljanje skozi propeler), ki je bila uspešna, vendar ne brez napak. Kasneje je predstavil izboljšano  UB, ki je bila na voljo v treh verzijah UBK (Kрыльевой - Kriljvoj - za namestitev na krila), UBS (Синхронный - Sinhronij) in UBT (Турельный - Turelnij, - za namestitev v kupolo). 
UB strojnica je vstopila v uporaba 22. aprila 1941, dva meseca pred nemško invazijo.

## Proizvodnja
- 1941 — 6300
- 1942- ni podatka
- 1943 — 43690
- 1944 — 38340
- 1945 — 42952